# Rommel Pacheco
 (juillet 2017).
Si vous disposez d'ouvrages ou d'articles de référence ou si vous connaissez des sites web de qualité traitant du thème abordé ici, merci de compléter l'article en donnant les références utiles à sa vérifiabilité et en les liant à la section « Notes et références ».
Rommel Aghmed Pacheco Marrufo (né le 12 juillet 1986 à Mérida, Yucatán) est un  plongeur mexicain.